# Langhöll-Falkenberg
Das Naturschutzgebiet Langhöll-Falkenberg liegt auf dem Gebiet der Ortsgemeinde Alsenz im Donnersbergkreis im Nordpfälzer Bergland in Rheinland-Pfalz.
Das etwa 100 ha große Gebiet, das im Jahr 1999 unter Naturschutz gestellt wurde, erstreckt sich südöstlich des Kernortes Alsenz, am Südwesthang (Langhell) nebst Vor-Gipfel Falkenberg (282,3 m) des Bergs Spannagel (356,8 m) im Nordpfälzer Bergland und umfasst nach Süden auch den in Richtung Westen, zur  Alsenz fließenden Talergraben. Im Alsenztal verläuft die B 48, nördlich des Spannagel verläuft die Landesstraße L 403 und östlich die L 400 im alsenzparallelen Tal des Appelbachs.

## Schutzzweck
Schutzzweck ist die Erhaltung und Entwicklung des Gebietes als einen der Hauptlebensräume wildlebender Pflanzen- und Tierarten im Verlauf des Alsenztales, insbesondere die Erhaltung und Entwicklung
- von reich strukturierten Offenlandbereichen mit Halbtrockenrasen, artenreichen Wiesen und Weiden, Streuobstbeständen, Trockengebüschen und Baum- und Strauchgruppen,
- von naturnahen, standortheimischen Waldbeständen mit Bereichen, die der natürlichen Entwicklung überlassen werden,
- von naturnahen Quell- und Gewässerbereichen mit Bruchwaldbeständen, Röhrichten, Seggenriedern und extensiv genutzten Grünlandbereichen.